# Criuleni
La ville de Criuleni est la capitale de la région administrative de Criuleni (Raionul Criuleni en roumain) située en République de Moldavie à une quarantaine de kilomètres au Nord-Est de Chișinău, la capitale nationale.

## Localisation
La ville de Criuleni est située le long du fleuve Dniestr (Nistru en roumain), à la frontière du territoire sécessionniste autoproclamé de Transnistrie.

## Démographie
Sa population est estimée à 35 732 habitants.